# Cilovxanlı
Cilovxanlı är en ort i Azerbajdzjan.   Den ligger i distriktet Zərdab Rayonu, i den centrala delen av landet, 190 km väster om huvudstaden Baku. Cilovxanlı ligger 2 meter över havet och antalet invånare är 215.
Terrängen runt Cilovxanlı är mycket platt. Närmaste större samhälle är Zardob, 13,9 km sydost om Cilovxanlı.
Trakten runt Cilovxanlı består till största delen av jordbruksmark. Runt Cilovxanlı är det ganska tätbefolkat, med 56 invånare per kvadratkilometer.